# Atrahasis

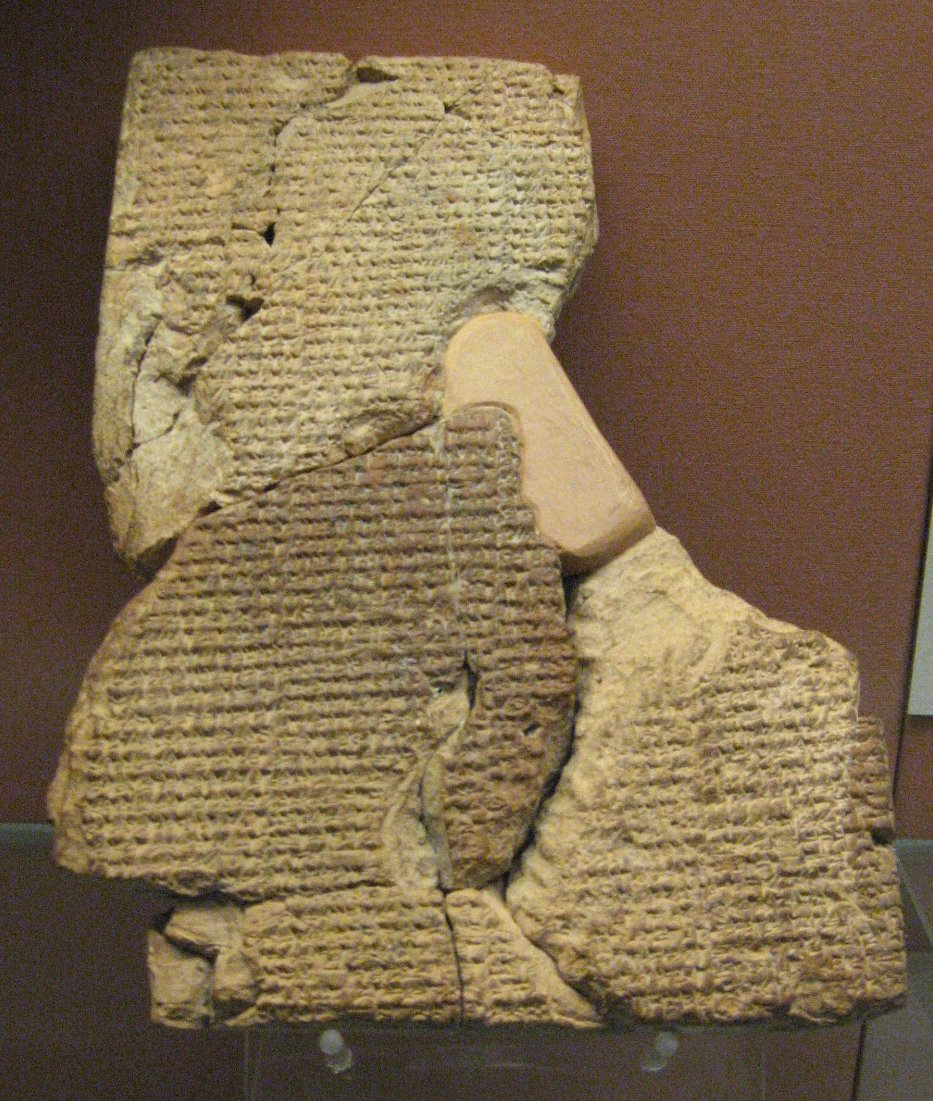
Tauleta en escriptura cuneïforme de l'epopeia, al Museu Britànic

Atrahasis, Atar-hasis, o Atram-hasis, és un terme accadi que dona nom a un manuscrit signat per un copista anomenat Kasap-aya en temps d'Ammisaduqa, que regnà a Babilònia des de 1646 aC fins al 1626 aC. El poema explica l'origen a la creació de l'ésser humà, i també narra el Diluvi Universal entre altres mites històrics. La història d'Atrahasis també és coneguda com a Uta-Napixtim pels babilonis, o Ziusudra pels sumeris.

## Argument
El poema comença abans que l'ésser humà fos creat, quan els déus menors tenien el treball de drenar els canals, cavar rases i fer tot el treball pesat:
Els déus hagueren de drenar els rius i netejar els canals, 
i les fronteres de la vida de la terra;
els déus drenaren la llera del Tigris
i després drenaren l'Eufrates.
Després de passar 3.600 anys en aquest treball, els déus finalment decidiren declarar-se en vaga. El déu Enlil, aconsellat pel seu visir, convoca els grans déus, Anu, el déu del cel, i Enki, el déu intel·ligent de les aigües dolces.
Els déus superiors veuen que el treball dels déus inferiors era massa pesat i decideixen sacrificar-ne un dels rebels, pel bé de tots. Els déus sacrifiquen Geshtu-E, "un déu que tenia intel·ligència" (el seu nom significa 'saviesa') i la humanitat es forma de la seva sang i l'argila. Després que la dea mare hi barreja l'argila, tots els déus li posen saliva.

### La creació de l'ésser humà
La creació de l'ésser humà hi és descrita com si fos el procés de fer maons: l'amassat d'argila, premsat i finalment enfornat, que seria a la matriu de Belit-ili, la dea mare.
Quan al desè mes vingué, Ella [la deessa], obrí la matriu.
Després en neixen set homes i set dones: els homes caven canals més grans per alimentar-se, tant ells, com els déus.

### Plagues
Però després de 1.200 anys la població s'ha reproduït tant que Enlil té problemes per a dormir pel soroll que fa la humanitat. Aleshores els déus com a càstig, hi envien una plaga que esclata; però Atrahasis, un home savi, apel·la al seu déu Enki perquè l'ajudi. Aquest li aconsella que la gent faci sacrificis al déu de la plaga Namtar. Namtar, mogut pels sacrificis, declara el final de la plaga.
Després de 1.200 anys més, la humanitat novament s'ha multiplicat fins a tal punt que es violen les ordenances d'Enlil sobre el soroll. Aquesta vegada Enlil envia una sequera per reduir el nombre d'habitants. Per segona vegada Atrahasis apel·la a Enki, que li aconsella concentrar tota l'adoració en el déu responsable de la pluja, Adad, que finalment fa ploure.
Passen 1.200 anys, i el soroll se'n fa insuportable. Aquesta vegada, Enlil vol assegurar-se i declara "un embargament general dels regals de tota la natura". Anu i Adad havien de guardar el cel, Enlil la terra, i Enki les aigües, i "mirar que cap mitjà d'alimentació arribi a l'espècie humana". Malgrat que les tauletes de fang estan trencades i el text és fragmentat en aquesta part de la història, sembla que Enki frustra el pla de fam completa i allibera grans quantitats de peix per alimentar la gent.

### Diluvi
Enlil, enfurismat, decideix esborrar la humanitat per mitjà d'un diluvi, i mana a Enki inundar la terra amb aigua; el força a jurar que no interferirà en la destrucció. Enki s'hi oposa, però finalment en fa el jurament.
Malgrat el jurament, Enki aconsella a Atrahasis construir un vaixell per poder-se salvar. Atrahasis construeix el seu vaixell i l'omple amb cada tipus d'animal de la terra, després hi entra la seva família i segella la porta amb betum. La gran tempesta comença i les aigües pugen. La dea mare plora pels humans morts. Després de set dies i nits de pluja, la inundació minva; Atrahasis desembarca i ofereix un sacrifici. Els déus oloren la fragància i s'ajunten afamats. La gran dea jura que recordarà la inundació. Enfurismat, el déu Enlil descobreix el vaixell. Enki admet que ell en va advertir a Atrahasis. Malgrat tot Enki aconsegueix persuadir a Enlil d'adoptar un pla més humà per tractar amb el problema demogràfic. Finalment Enki i la dea Nintu decideixen que un terç de les dones no doni a llum.

## Herència literària
L'epopeia Atrahasis proporcionà informació a altres llibres de la literatura mítica com l'Epopeia de Guilgameix. Comparant les dues obres es poden veure els canvis que va experimentar el mite del diluvi al llarg del temps.
Per exemple, en el text Atrahasis, IV.6 III-9, s'identifica clarament el diluvi com una inundació d'un riu local: "Igual que les libèl·lules, ells [els cadàvers] han omplert el riu. Igual que en una bassa s'han traslladat a la vora [del vaixell]. Igual que en una bassa s'han traslladat a la llera del riu."
En la història de Guilgameix, capítol XI, l'autor parafraseja o copia literalment del mite èpic d'Atrahasis. No obstant això, se'n van fer canvis de redacció importants. En la sentència esmentada d'Atrahasis, III IV, línies 6-7, en què diu: "Igual que les libèl·lules que han omplert el riu." fou modificat en el llibre de Guilgameix, XI 123, com: "Igual que la fresa dels peixos, que omple el mar". Podem veure aquí la mà del creador de mites, transformant una inundació d'un riu local en un gran diluvi a l'oceà.
Altres canvis importants de redacció se'n feren en el moment d'escriure la llegenda de Guilgameix, que eliminaven qualsevol suggeriment que els "déus" puguin haver estat éssers amb necessitats i sentiments humans. Per exemple, en l'Atrahasis, OB III, 30-31, els déus superiors patien durant el diluvi de set i fam. Aquest text es modificà en el llibre de Guilgameix, XI, 113, per "Els déus temien el diluvi". Moltes frases d'Atrahasis, III IV, s'ometen en el Guilgameix, per exemple: "Ella, plena de fam i set de cervesa" i "Des de la fam que pateixen rampes". Aquests i altres canvis de redacció en el text comparteixen un tema comú, la fam i la set dels déus durant les inundacions.